# ハワイアン・ポイ・ドッグ
ハワイアン・ポイ・ドッグ（英語：Hawaiian Poi Dog、ハワイ語：ʻīlio）とは、ハワイ原産の食用・愛玩用の犬種である。一度絶滅してしまったが、人気があるため民間による犬種再生プロジェクトが存在する。ハワイ語の名称イリオとしても知られている。

## 歴史
およそ1000年前にポリネシア人に連れてこられたパリア犬タイプの犬が先祖で、それが改良されて食用の犬種になった。犬種名の由来は、肥育の際にタロイモを粉末にして焼き、水を加えてこね、ときに発酵させて作るポイという料理を与えられていたことにちなむ。ポイ・ドッグの仔犬は親犬の乳の出がよくないときには人間の母乳を与えられて育てられる事もあるほど大切にされたが、雌犬・種犬・ペットとして使われる以外の雄犬は食用にされた。ポイ・ドッグの肉は珍味とされ、祝い事があったときや来客があったときにカルアという蒸し焼きなどにされて供された。
19世紀頃に他地域から導入された犬種との交雑が進み、純血のポイ・ドッグは絶滅してしまった。1990年代にホノルル動物園によって再生プロジェクトが立ち上げられたが10年ほどで挫折し、以後犬種の再生は民間事業に託された。再生は進んでいるが、ハワイではどんな犬でも「ポイ・ドッグ」と呼んでいるため、時にその事を利用して詐欺を行う悪質な人もいる。そのため、ハワイで本物のポイ・ドッグを探す際には別名のイリオという名で探してみたり、特徴をしっかり踏まえたうえで捜索する事も必要である。

## 特徴
チワワのようなアップルヘッド（丸みを帯びた額）で、やや長めの立ち耳だが半分垂れているものもいる。脚は短めで細く、体が太く、よたよたとした歩き方をする。尾は垂れ尾。コートはスムースコートで、毛色はホワイト地にブラウンやブラックなどの単色の斑が入る。小型犬サイズで、性格は大人しく忠実。もともと食用犬のため運動量をあまり必要としないが、太りやすいため、肥満には注意すべきである。

## 参考
『デズモンド・モリスの犬種事典』（誠文堂新光社）デズモンド・モリス著書、福山英也、大木卓訳 誠文堂新光社、2007年